# Ченгић
Ченгић је насељено мјесто у граду Бијељина, Република Српска, БиХ. Према попису становништва из 2013. у насељу је живјело 936 становника.

## Географија
Ченгић је удаљен 14 километара од Бијељине.

## Становништво
| Националност       | 2013.      | 1991.          | 1981.          | 1971.          |
| Срби               | 936 (100%) | 1.276 (99,37%) | 1.292 (96,70%) | 1.352 (99,26%) |
| Муслимани          | 0          | 0              | 4 (0,29%)      | 0              |
| Југословени        |            | 1 (0,07%)      | 34 (2,54%)     | 3 (0,22%)      |
| остали и непознато | 0          | 7 (0,54%)      | 6 (0,44%)      | 7 (0,51%)      |
| Укупно             | 936        | 1.284          | 1.336          | 1.362          |

| Демографија | Демографија | Демографија |
| Година      | Становника  | Становника  |
| ----------- | ----------- | ----------- |
| 1948.       | 1.090       |             |
| 1953.       | 1.182       |             |
| 1961.       | 1.331       |             |
| 1971.       | 1.362       |             |
| 1981.       | 1.336       |             |
| 1991.       | 1.284       |             |
| 2013.       | 936         |             |